# 椛坂高架橋
椛坂高架橋（かぶさかこうかきょう）は、広島県東広島市にある山陽自動車道を構成する自動車専用橋梁。1987年土木学会田中賞作品部門受賞。

## 概要
1986年完成。西条ICと志和ICの間、志和IC側付近に位置する。東広島市の志和流通団地の東南端付近にある。
橋梁形式は古代ローマの水道橋を思わせる鉄筋コンクリート製のアーチ橋である。

## 構造

### 諸元
- 路線名 : 山陽自動車道
- 橋長 : 224.0m[1][2]
- 有効幅員 : 20.0m[1][2]
- 橋梁形式 : 9径間連続RC充腹アーチ橋[1][2]
  - アーチスパン : 25.0m[1][2]
  - アーチライズ : 7.0m[1][2]

### 特徴
橋梁とは一般に、桁を中心とした上部工と、橋脚などから構成される下部工の2つに分類される。この2つを密着、つまり橋脚の上には”支承”と呼ばれる桁を受ける部材や、そこから地震などで落ちないように”落橋防止装置”、桁と桁あるいは桁と道路をつなぐ”伸縮装置（目地）”、など「繋ぎ目」が存在する。これらは大きな地震が起きた際に弱点となり、耐震性の向上や老朽化などで定期的に更新が必要な部材で点検にも維持管理費がかかる。
この問題を抜本的に解決する手段として考えられたのがこのRC充腹アーチ橋である。つまりそれらの繋ぎ目を鉄筋コンクリートで一体化することにより無くした構造である。更に、目地がなくなることで走路性も向上し、景観の面でも評価が高い形式である。一方で、大規模な渡河橋としては無理なこと、橋脚数が多くなるため用地買収費および基礎工費が多くかかるなど、場所によって不向きなケースが比較的多く存在する形式でもある。
なおこの時期には、同じく日本道路公団が長崎県で村木橋と、多径間連続RC充腹アーチ橋を竣工しておりこれらも土木学会田中賞を受賞している。